# 송영선 (1953년)
송영선(宋永仙, 1953년 8월 9일 ~ )은 대한민국의 정치인이자 정치·시사 평론가이다.

## 생애
1953년 경상북도 경산시에서 태어났으며, 본관은 은진(恩津)이다. 1974년 경북대학교 재학 시절에 총학생회 여학생회장을 지냈으며, 1975년 경북대학교 영문학과 학사 학위를 받은 이후에 경북대학교 사범대학 부속중학교에서 영어 교사로 활동했다. 이후 교사 직을 그만두고 미국으로 출국하여, 하와이 대학교에서 유학했으며 하와이 동서문화센터 연구원으로 연구 생활을 시작했다.
국방연구원 안보전략센터 소장 출신으로 30년 동안에 걸쳐 북한과 안보 분야를 연구한 정치학자로서, 한국국방연구원 국방정책실장과 일본실장, 주변국 군사연구실장, 안보전략연구센터 소장 등을 차례로 거치며 줄곧 북핵 사태와 대한민국군의 이라크 파병, 한미 동맹 관계에 대한 보수파의 목소리를 대변해왔다.
2003년에 한나라당에 입당한 친박계 의원으로서, 2004년 4월에 실시된 대한민국 제17대 국회의원 선거에서 한나라당 비례대표 후보로 출마하여 당선되었다. 특히 17대 국회의원으로 당선된 이후에는 한나라당 대표 인사였던 김용갑 의원의 의원 사무실을 물러받으면서 '여자 김용갑'으로 유명세를 떨치기도 했다.
2008년 3월에 한나라당의 국회의원 선거 후보 공천에서 낙천하자 한나라당에서 탈당하고 친박연대(2010년에 미래희망연대로 이름을 바꿈)에 입당했으며, 2008년 4월에 실시된 대한민국 제18대 국회의원 선거에서 친박연대 비례대표 후보로 출마하여 당선되었다.
2012년 4월에 실시된 대한민국 제19대 국회의원 선거에서는 새누리당 경기도 남양주시 갑 선거구 후보로 출마했으나 민주통합당의 최재성 후보에 밀려 낙선했다. 2012년 9월에 금품 요구 사건으로 인해 새누리당에서 제명된 이후에 정계에서 물러났으며, 유튜브 채널 《송영선의 시사360》을 진행하여 정치·외교·시사 평론을 진행했다.

## 논란
송영선은 2003년에 이라크 전쟁과 관련된 텔레비전 토론에 출연하여 대한민국의 이라크 파병을 지지하는 입장을 표명했으며, 국방부에서도 송영선을 대변인으로 내정했다. 그러나 2003년 10월에 열린 한나라당의 이라크 파병 관련 추가 간담회에서 "위험수당 200만원만 준다고 하면 이라크에 갈려고 하는 사람이 수두룩하다.", "신용불량자 같은 사람들을 뽑아야 한다.", "파병을 했기 때문에 미국에게 바로 어떤 것을 내놓으라고 하는 것은 거지 근성이다."라고 발언하여 민주노동당을 비롯한 이라크 파병 반대론자들의 비판을 받았고, 신용불량자들로부터도 거센 비판을 받았다. 결국 국방부는 송영선을 대변인으로 내정했던 계획을 철회했다.
송영선은 2004년 6월에는 한국정신대문제대책협의회와 민족문제연구소를 비롯한 시민단체들이 과거 침략 행위를 반성하지 않고 군사대국화를 추진하는 일본이 서울에서 자위대 창설 기념 행사를 치르는 것을 받아들일 수 없다며 강력히 반발한 가운데 서울 장충동 신라호텔에서 주한 일본 대사관이 주최한 자위대 창립 50돌 행사에서 한나라당 소속 국회의원인 나경원, 김석준, 안명옥과 함께 공식 참석하여 물의를 일으켰다. 또한 2006년 5월에는 일본의 극우파 단체인 구조회(납북 일본인 구출을 위한 전국협의회)로부터 항공료, 숙박비를 비롯한 체류 비용을 지원받고 조갑제와 함께 일본을 방문한 사실이 드러나기도 했다.
송영선은 2006년 9월에 국회 국정감사 도중에 피감 기관인 경기도에 위치한 해병대 사령부 골프장에서 김학송, 공성진 의원과 함께 골프를 치는 모습이 방송사의 취재 카메라에 노출되자 남자 화장실로 도망쳐서 2시간 동안 숨어있던 사실이 확인되었다. 송영선을 비롯한 국회 국방위원회 소속 한나라당 의원들은 개성공단에서 열린 저녁 식사 자리에서 북한 측 인사들과 함께 춤을 추었던 김근태 의원, 원혜영 사무총장을 비롯한 열린우리당 지도부를 비판했지만 송영선의 군부대 골프 사건은 오히려 열린우리당·민주노동당으로부터 비판의 대상이 되면서 역풍을 맞았다.
송영선은 2011년 9월에 자신의 트위터에 9·15 대한민국 대규모 정전 사건이 조선민주주의인민공화국(북한)의 사이버 전쟁으로 인한 사건이라고 주장했으나 네티즌들의 비판을 받으면서 취소했다. 2012년 9월에는 서울 강남의 사업가에게 "2012년 12월에 경기도 남양주에서 6만 표만 나오면 자신이 박근혜를 대통령으로 만드는 데에 1등 공신이 될 수 있는데 박근혜 새누리당 후보가 대한민국 제18대 대통령 선거에서 당선되면 국방부 장관, 안되면 차관이라도 하고 싶다."면서 금품을 제공한 사실이 《한겨레》의 보도를 통해 확인되었다. 결국 새누리당은 송영선을 제명했다. 서울고등법원은 2012년 11월 23일에 열린 재판에서 공직선거법 위반 혐의로 불구속 기소된 송영선에게 벌금 200만원을 선고하는 한편, 5년 동안 피선거권을 박탈하는 형벌을 내렸다.
송영선은 2014년 4월에 JTBC에서 방송된 시사 프로그램인 《전용우의 시사집중》에 출연하여 세월호 침몰 사고는 "예전부터 바뀌어야 한다고 했지만 근본적인 변화가 없었던 우리를 재정비할 수 있는 기회, 국민 의식부터 재정비할 수 있는 기회가 된다면 너무나 큰 불행이 아니다."라고 밝혀 네티즌들의 비판을 받았다.
송영선은 2016년 7월에 JTBC에서 방송된 주간 토론 프로그램인 《JTBC 밤샘토론》의 〈밤샘토론 - 사드 배치, 한국 안보에 약일까 독일까?〉에 출연하여 중국이 대한민국의 사드(THAAD) 배치 문제에 내정 간섭을 벌이고 있다며 "20년 전 11억 거지떼들이 어디 이렇게 겁도 없이"라고 발언했다. 하지만 중국 언론과 네티즌들이 송영선의 발언을 강하게 비난하면서 송영선은 "부적절하고 신중하지 못한 표현, 중국 국민의 자존심에 상처를 주거나 표현에 대해 깊이 사과드린다."며 공식 사과 성명을 발표하게 된다. 송영선은 "중국과 대한민국은 동북아시아에서 서로 협력·상생해 나가야 하는 국가이기 때문에 이 문제가 추후 양국 간 불편한 관계를 만드는 수준으로 확대되어서는 안 된다."는 입장을 표명했다.
송영선은 2018년 12월에 자신의 트위터에 KTX 강릉선 탈선사고가 조선민주주의인민공화국(북한)의 소행이라는 음모론 수준의 주장을 제기하여 논란이 되었다. 또한 수도권 전철 3호선 백석역 인근 온수역 파열 사고, KT 서울 아현지사 화재 등도 조선민주주의인민공화국의 공작 계획대로 진행되었다고 주장했다.

## 이력

### 학력
- 하와이 대학교 대학원 정치학 박사[20]
- 하와이 대학교 대학원 매스컴학 석사
- 경북대학교 대학원 영어교육학 석사
- 경북대학교 사범대학 영어교육과 졸업
- 경북여자고등학교 졸업
- 경산여자중학교 졸업
- 울진 온정초등학교 졸업

### 경력
- 1984년 - 1985년 경남대학교 극동연구소 전임강사
- 1984년 - 1985년 하와이 동서문화센터 연구원
- 1985년 - 2004년 한국국방연구원 연구원
- 1988년 - 1989년 동아대학교 겸임교수
- 1995년 오스트레일리아 합참참모대학과정 초빙교수
- 1996년 일본 방위대학교 초빙교수
- 1998년 - 1999년 동경재단 객원연구원
- 2002년 - 2004년 국방일보 전문(기자)위원
- 2003년 - 2004년 한국국방연구원 안보전략센터 소장
- 2004년 - 2008년 17대 국회의원(국방위원회/정보위원회 위원)
- 2004년 - 2005년 한나라당 상임운영위원/중앙여성위원장
- 2005년 - 2007년 한나라당 제2정책 조정위원장
- 2007년 박근혜 대통령경선후보 통일안보 정책 단장
- 2008년 - 2012년 18대 국회의원(국방위원회)
- - 2012년 9월 새누리당 당원협의회운영위원장
- 건국대학교 특임교수
- 이승만 건국대통령 기념사업회 자문위원
- 대한민국헌정회 정책연구위원회 부의장
- 2021년 8월 ~ : 국민의힘 복당
- 2021년 9월 ~ 2021년 11월: 국민의힘 윤석열 제20대 대통령 선거 예비후보 공정개혁포럼 발기인

## 전과
- 공직선거법위반: 벌금 2,000,000원 - 2012년 11월 23일 선고[21]

## 역대 선거 결과
|  | 35.76% |

|  | 13.18% |

|  | 41.85% |

|  | 4.50% |

## 같이 보기
- 대한민국 제17대 국회의원 선거 한나라당 후보 목록#비례대표
- 대한민국 제18대 국회의원 선거 친박연대 후보 목록#비례대표